# Leuchsenbach
Der Leuchsenbach ist ein gut elf Kilometer langer linker und südöstlicher Zufluss des Mains in Oberfranken.

## Name
Der Bach wurde etwa um das Jahr 1450 („in der Lewchsen“) erstmals schriftlich erwähnt. Bei dem Namen handelt es sich wohl um eine n-Ableitung vom germanischen Wort *leuhsa- für Licht.

## Geografie

### Verlauf
Der Leuchsenbach entspringt südöstlich von Lichtenfels-Mönchkröttendorf. Er mündet bei Lichtenfels in den Mühlgraben, einen Nebenarm des Mains.

### Zuflüsse
- Gehrenbrunnengraben (rechts)
- Scheubelgraben (links)
- Kohlstattgraben (links)
- Sterzengraben (links)
- Waltersbach (links)
- Steinsbächlein (links)

### Orte
Der Leuchsenbach fließt durch folgende Orte:
- Lichtenfels-Mönchkröttendorf
- Lichtenfels-Klosterlangheim
- Lichtenfels-Mistelfeld
- Lichtenfels